# Мирослава Бинички
Мирослава Бинички (рођ. Frieda Blanke; Минхен 9.октобар 1876 — Београд 5. август 1956) била је концертна певачица и музички педагог.

## Биографија
После завршених студија на Музичкој академији у Минхену,1899. долази у Београд са својим супругом Станиславом Биничким.
Ту учествује у оснивању Српске музичке школе и школе Станковић, где је и први наставник соло-певања, наступа као певачица на многим концертима у првој четвртини 20. века. 
Извесно време је радила и као хоровођа певачког друштва Станковић. При остваривању првих оперских представа у Београду, она, уз Станислава Биничког, активно сарађује као корепетитор, хоровођа, па и редитељ.
По оснивању Удружења музичких уметника НР Србије била је изабрана за првог почасног члана.